# 標籤理論
標籤理論（英語：Labeling theory）假定自我認同和個人的行為可能受用於描述或分類它們的術語決定或影響。它與自我實現預言和刻板印象的概念有關。標籤理論認為，越軌行為並不是固有的，而是關注多數人對少數人或被視為偏離標準文化規範的人進行負面標籤的傾向。
在犯罪社會學中，標籤理論被用於說明部分人如何走上越來越嚴重的犯罪生涯。約翰·布萊特懷特為該領域當代知名研究者之一。
該理論在 1960 年代和 1970 年代很突出，且該理論的一些修改版本已發展並仍然流行。污名被定義為一種強有力的負面標籤，可以改變一個人的自我概念和社會身份。
標籤理論與社會建構和符號互動分析密切相關。 標籤理論是由社會學家在 1960 年代發展起來的。霍華德·索爾·貝克爾 (Howard Saul Becker) 的著作《局外人》(英語：Outsiders) 對這一理論的發展及其普及產生了顯著影響。
標籤理論還與犯罪（學）以外的其他領域相關聯。例如，有對應於同性戀的標籤理論。阿爾弗雷德·金賽 (Alfred Kinsey) 和他的同事是區分“同性戀者”角色和行為之間差異的主要倡導者。一個例子是男性進行女性行為意味著他們是同性戀的想法。 Thomas J. Scheff 指出，標籤也與“精神疾患”有關。該標籤並非指犯罪行為，而是指因精神障礙而未被社會接受的行為。

## 核心內容
學者Edwin Lemert認為，人終其一生都會不斷發生大大小小的偏差行為，這是正常的現象，標籤理論稱之為「原始偏差行為（Primary Deviance，或稱初級偏差行為）」。雖然如此，人卻不一定會就此走上犯罪生涯，大多仍然能夠保有良好的行為分寸。
不過一旦原始偏差行為被施以某種社會控制（尤其是正式的社會制裁，例如刑罰），行為人立刻就得到旁人施加的社會減等標籤（social degrading label）。行為人被貼上社會減等標籤後，遭遇到社會所施加的強大壓力（例如旁人開始會以標籤描述的內容檢視及解釋行為人過去的所作所為，稱為「追溯既往的閱讀」），終於使行為人本身也開始發生自我概念的認同轉變，而改變行為，使自己的行為更符合標籤的描述（稱為「自我預言的實現」或「邪惡的戲劇化」）。因此繼續犯下「衍生偏差行為（Secondary Deviance，或稱次級偏差行為）」，成為一個嚴重的犯罪者。

## 批評
- 由於標籤理論認為行為人受到正式社會控制，得到社會減等的標籤後終將使犯罪越演越烈，那麼初犯的再犯率應該是百分之百。但在統計上，初犯的再犯率卻只有一小部分而已。因此批評者認為標籤理論忽略了人本身的自由意志和理性決定的可能性，認為人的行為完全是社會反應的結果，並不正確。
- 標籤理論雖然提供犯罪者從輕微犯罪到嚴重犯罪的過程一個說法，但卻無法解釋初級偏差行為發生的原因。

## 影響
雖然遭遇許多批評，標籤理論在各國的刑事政策上（尤其是少年犯罪的部份）仍然發揮了一定的影響力。為了避免行為人因經驗不足，一時失足而得到社會減等的標籤，各國對於從未受過刑罰制裁的人，多考慮採用轉向處遇，使行為人儘快離開司法程序，改以其他方式矯治。

## 外部連結
- 林宏銘（指導教授：陳玉書）.  (PDF).   [2013-10-28]. （原始内容存档 (PDF)于2019-08-19）.
- 劉育偉. . 台灣法律網.   [2013-10-28]. （原始内容存档于2019-06-08）. 外部链接存在于|work= (帮助)